# 尹双增
尹双增（1935年11月—）是一位水利学家。担任国际水力机械研究中心理事，中国力学学会理事，清华大学海南校友会会长，海南省因特网俱乐部理事长。

## 生平
1935年生于中国河北南宫县；1963年毕业于清华大学水利系（六年制本科），之后进入北京水利水电学院任教，1984到1989年任华北水利水电学院党委书记，1989到1997年任海南大学校长。1997到2000年担任海南省科学技术协会主席。长期从事材料力学、断裂力学的教学和科研工作。